# Il regno del fuoco
Il regno del fuoco (Reign of Fire) è un film del 2002 diretto da Rob Bowman ed interpretato da Christian Bale come protagonista.

## Trama
Nel 2008 il dodicenne Quinn Abercromby raggiunge la madre, direttrice dei lavori di escavazione per la metropolitana nel sottosuolo di Londra, al cantiere dove lavora. Gli operai scoprono, in un cunicolo laterale, una grotta in cui dorme una bestia misteriosa che sputa negli occhi di Quinn la sua saliva irritante, vedendolo come una preda. Tenta di andare ad avvisare la madre, ma la bestia si risveglia del tutto: si tratta di un drago che subito dimostra la propria ferocia sputando fuoco, distruggendo e uccidendo tutti coloro che si trovavano lì, tranne Quinn.
Nel 2020 la situazione è del tutto insostenibile: il clima terrestre è denso di smog causato dal fuoco e la Terra è teatro di devastazione e desolazione. I draghi hanno ridotto in cenere gran parte delle città e delle terre emerse, nulla hanno potuto gli umani contro di loro, nemmeno attraverso l'uso di armi atomiche. I grossi rettili sono diventati la specie dominante del pianeta e hanno sterminato ogni specie animale (anche se uno dei sopravvissuti ha con sé un falco e Quinn un cavallo) e gran parte delle specie vegetali. Rimangono solo alcune roccaforti, tra cui il castello comandato da Quinn nel Northumberland, che però hanno perso da tempo i contatti tra di loro. Tra i superstiti si instaurano dei riti, come una preghiera da far recitare ai bambini che altri non è se non un regolamento contro i mostri sputafuoco. L'ambiente rievoca l'atmosfera medievale, seppur in chiave moderna e con l'ausilio della tecnologia rimasta.
Un giorno, Eddie Stax, non volendo aspettare che il raccolto di uno dei pochissimi campi rimasti maturi, per la salute della sua famiglia, va a rubarlo con loro, ma un drago li intercetta e incendia il campo, uccidendo tre di loro. Fortunatamente, Quinn, con il suo migliore amico Creedy e un ragazzo, Jared Wilke, arrivano con delle autopompe e salvano loro la vita. 
Il giorno dopo, al castello arriva una pattuglia di statunitensi composta da alcuni carri armati e un elicottero, che si presenteranno come "cacciatori di draghi", il cui capo è Denton Van Zan e il comandante in seconda e pilota dell'elicottero, è Alex Jensen. Più tardi, il castello viene preso di mira da un drago femmina, ma gli statunitensi riescono ad ucciderla grazie ad un sistema di monitoraggio tridimensionale, al prezzo di tre di loro. Dopo lo scontro, Van Zan spiega a Quinn l'obiettivo della spedizione: loro hanno scoperto che questi rettili sono tutti delle femmine (compreso quello abbattuto), le quali per riprodursi hanno bisogno di un unico maschio la cui tana si trova a Londra; Quinn capisce quindi che il mostro in questione è proprio quello che venne risvegliato durante i lavori per la metro condotti da sua madre diciotto anni prima. Van Zan, e i suoi compagni hanno anche scoperto che i draghi hanno un punto debole: la loro vista è eccezionale, ma quando giunge il crepuscolo, diventano per un breve momento, quasi ciechi. Per rimediare alle perdite subite durante il viaggio, decide di prendere alcuni degli abitanti del castello, cosa che, ovviamente, non va bene a Quinn e i due vengono subito alle mani. Quinn ha la peggio e Van Zan porta a termine il suo piano. Arrivati alla periferia di Londra, gli statunitensi hanno subito uno scontro con il maschio, ma vengono letteralmente decimati; si salvano solo Van Zan, Alex e pochi altri. Nel mentre il mostro - come Quinn aveva previsto - arriva al castello e massacra tutti i suoi abitanti in un inferno di fuoco; solo Quinn, Jared, pochi altri adulti e i bambini sopravvivono alla furia del drago. 
Van Zan e Alex ritornano al castello e decidono di passare il comando a Quinn per uccidere il rettile e vendicare tutti i loro morti. Seguendo il Tamigi con l'elicottero, il trio arriva vicino al centro di Londra, appena in tempo per vedere tutti i draghi femmina volare via spaventate dal maschio, che pur di sopravvivere cannibalizza le sue stesse consorti. Avendo il vantaggio di concentrarsi solo sul maschio, Quinn, Van Zan e Alex seguono la galleria dove il mostro si era risvegliato dodici anni prima e arrivano in una piazza chiusa dove elaborano un piano d'attacco per distruggere il drago con delle frecce esplosive. Quinn, tuttavia, perde le sue frecce, e Van Zan fallisce il bersaglio con l'unica freccia, sfregiando il mostro, per poi morire divorato dopo un ultimo assalto con la sua ascia. A questo punto, Quinn e Alex recuperano una freccia e Quinn, trovatosi finalmente faccia a faccia con il drago. Giunto il crepuscolo, al drago si offusca la vista, Alex calcolando bene il tempo, spara la freccia dentro la sua bocca un attimo prima che spari fuoco, facendola esplodere e mettendo finalmente fine al suo regno di terrore. In questo modo le uova delle femmine non possono essere fecondate e si auspica che la scia di terrore, devastazione, desolazione e cenere venga fermata.
Qualche tempo dopo Quinn, Alex e Jared cercano di contattare gli altri superstiti nel globo, costruendo delle antenne rudimentali.

## I draghi
Il film rappresenta i draghi secondo l'iconografia classica di terrificanti belve lanciafiamme; tuttavia li ritrae in modo più verosimile e realistico possibile, lontano dalla pura concezione di creature leggendarie.
I draghi di questo film sono una specie molto antica, comparsa sulla Terra nell'era preistorica. Non si conosce il loro ramo evolutivo, ma pare che siano stati loro a sterminare i dinosauri, con la loro predazione eccessiva. Ma dopo tale estinzione e l'arrivo dell'era glaciale, i draghi, rimasti senza cibo, entrarono in letargo, aspettando di risvegliarsi quando il pianeta si fosse ripopolato.
I draghi sono verosimilmente rettili dal corpo ricoperto di scaglie, una coda lunga e forte che termina con una specie di uncino, grandi e potenti ali che sono "fuse" completamente con gli arti anteriori similmente a quelle degli pterodattili, che ripiegano e usano a mo' di zampe quando sono a terra. Viene data una spiegazione pseudoscientifica su come riescano a sputare fuoco: nella bocca hanno due ghiandole che secernono sostanze diverse le cui esalazioni, interagendo, ottengono lo stesso effetto di un napalm naturale. Nonostante le dimensioni, i draghi riescono a volare perché evidentemente il loro scheletro è piuttosto leggero, come gli pterosauri.
Sono esclusivamente carnivori ma nel corso del film viene menzionato un paio di volte che inghiottirebbero anche la cenere in cui riducono gli ambienti che bruciano. Non se ne conosce la ragione, forse la cenere serve a innescare una qualche reazione nel loro organismo.
È presente un evidente dimorfismo sessuale, i maschi sono molto più grandi delle femmine e hanno corna ricurve simili a quelle che nell'iconografia sono attribuite ai demoni. Così come nei leoni e nei banchi di pesci, sono presenti molte femmine e pochi maschi tanto che all'epoca del film ne è rimasto uno solo al mondo, probabilmente perché gli altri sono rimasti uccisi nella competizione per il cibo.
Nonostante l'apparenza, i draghi non sono invincibili. Il loro corpo è leggero per consentire loro il volo e ciò li rende più vulnerabili fisicamente di quanto sembri. Nel film si vede un esemplare femmina che cade rovinosamente dopo essere stata colpita all'ala mentre è in volo e il suo corpo si smembra. I maschi sono molto più robusti, abbastanza da resistere ai proiettili, ma rimangono vulnerabili ad esplosivi e bombe. Il loro principale punto debole tuttavia resta la vista: tali rettili ci vedono benissimo sia di giorno che di notte, ma durante il crepuscolo non riescono a mettere a fuoco le immagini e durante quell'ora rimangono pressoché ciechi.

## Produzione
Il film è stato girato nei Monti Wicklow, in Irlanda.

## Colonna sonora
La colonna sonora è stata composta da Edward Shearmur.
1. Prologue – 3:22
2. Enter the Dragon – 3:20
3. An Early Harvest – 2:42
4. Field Attack – 4:11
5. Marauders – 2:47
6. Meet Van Zan – 3:49
7. Archangels – 3:58
8. Dawn Burial – 3:02
9. A Battle of Wills – 5:31
10. The Ruins of Pembury – 2:11
11. Inferno – 3:23
12. Return to London – 4:11
13. Magic Hour – 5:23
14. Rebirth – 2:40

### Titoli di coda
La canzone dei titoli di coda é "Burn" dei Mad At Gravity.

## Accoglienza

### Incassi
Il regno del fuoco ha incassato complessivamente $82.2 milioni a fronte di un budget di $60 milioni.
Durante il suo weekend di apertura negli Stati Uniti, il film ha incassato $15.632.281, finendo in terza posizione, dietro a Era mio padre e Men in Black II.

### Critica
Sull'aggregatore di recensioni online Rotten Tomatoes, il film ha una percentuale del 40% di voti positivi, basata sul giudizio di 154 utenti, venendo definito "un piacevole film di serie B (sempre che non accendiate il cervello)". Su Metacritic ha un punteggio di 39 su 100.

## Altri media

### Videogiochi
Nel 2002, Kuju Entertainment ha distribuito un adattamento videoludico del film per PlayStation 2, Xbox e GameCube. Il videogioco ha ottenuto critiche prevalentemente negative.

## Premi e riconoscimenti
- 2002 - Sitges - Festival internazionale del cinema fantastico della Catalogna
  - Migliori effetti speciali
  - Candidatura per il miglior film
- 2002 - Saturn Awards
  - Candidatura per il miglior film fantasy

## Curiosità
Il design dei draghi di questo film è stato poi utilizzato in altri prodotti quali Harry Potter e Game of Thrones.